# Strąkowiec fasolowy

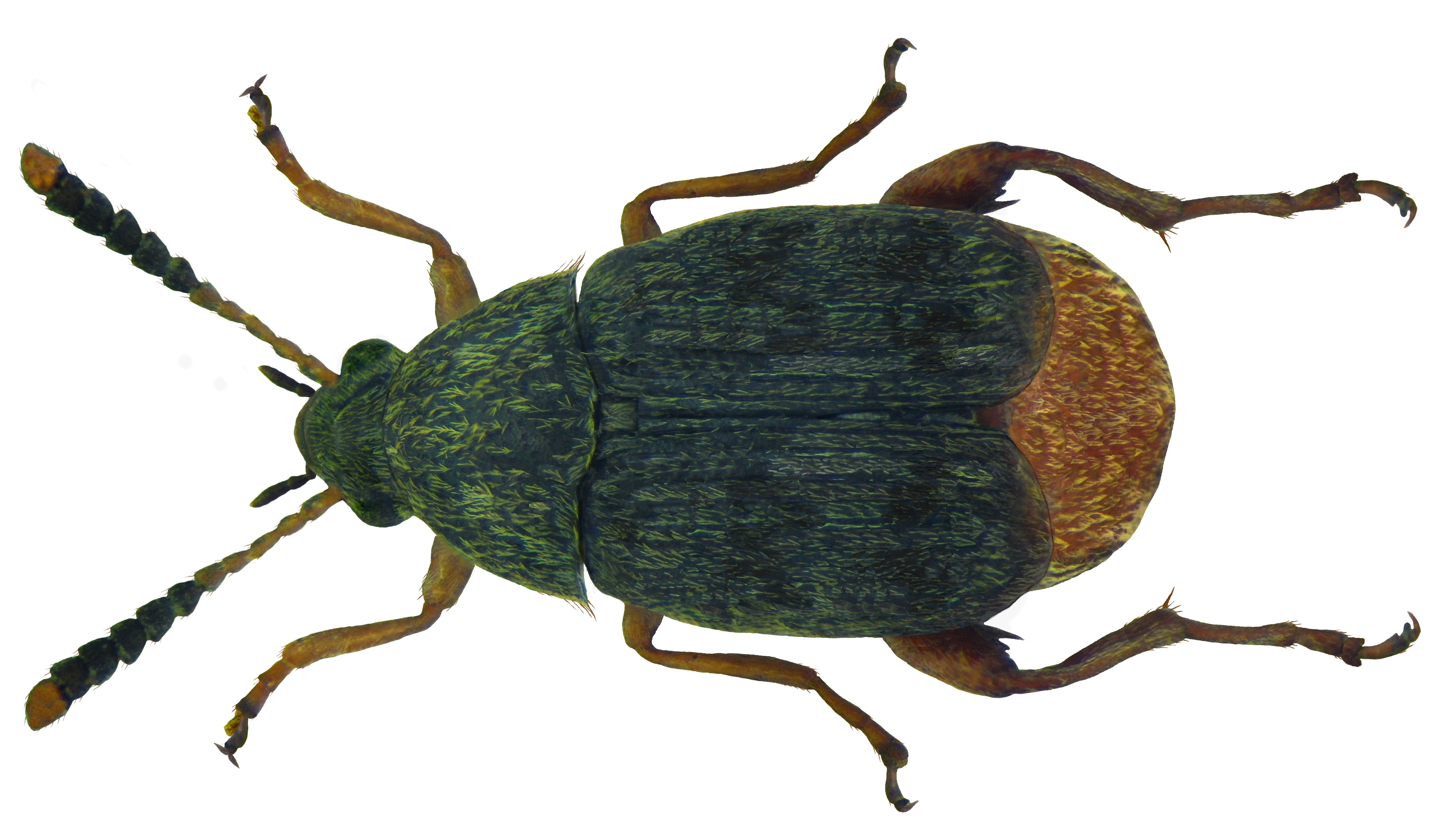
Morfologia

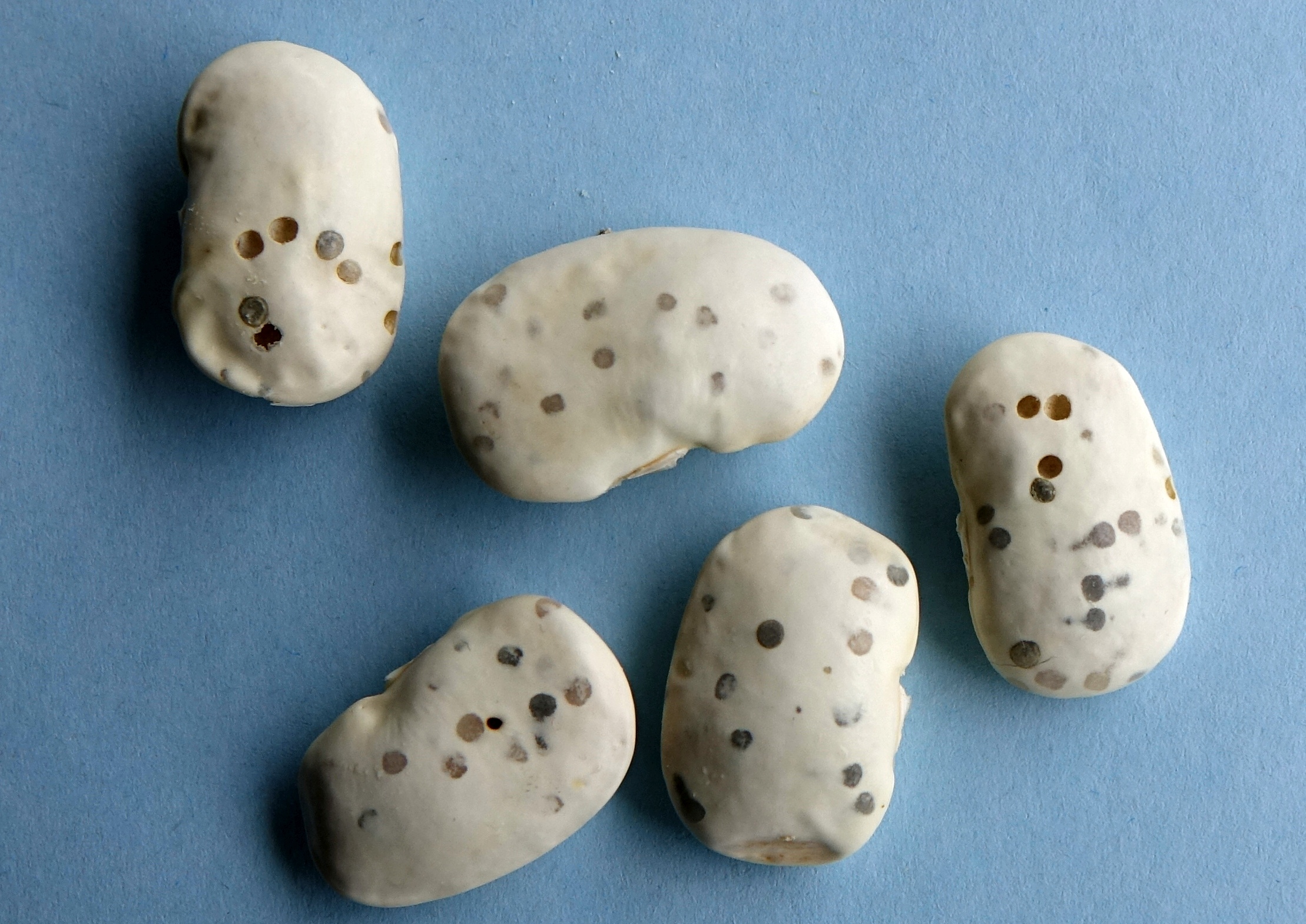
Porażone nasiona fasoli

Strąkowiec fasolowy (Acanthoscelides obtectus) – chrząszcz z rodziny strąkowcowatych (podrodzina stonkowatych).
Jest to niewielki chrząszcz, pochodzący z Ameryki Południowej i Środkowej, rozprzestrzeniony w wyniku transportu fasoli konsumpcyjnej. Obecnie występuje we wszystkich strefach klimatycznych, wszędzie tam gdzie uprawia się i magazynuje fasolę. Uważany jest za głównego szkodnika ziaren fasoli.

## Cechy morfologiczne
Chrząszcze te są owalne, samice osiągają długość do 3,0–4,5 mm, samce są nieco mniejsze. Głowa jest silnie wydłużona, czarna z żółtymi włoskami na czole. Strona grzbietowa zabarwiona jest na kolor oliwkowy z szarymi plamkami, końce pokryw są czerwonawe, spodnia strona ciała jest koloru szarego. Chitynowe pokrywy skrzydeł są żółtozielone z deseniem szarych plam. Nie sięgają one do końca odwłoka (taka długość pokryw jest cechą charakterystyczną dla podrodziny strąkowcowatych). Odnóża są czerwonawe, na udach 3 trzeciej pary nóg występuje długi kolce oraz 2 dwa małe ząbki. Czułki są 12 członowe, długie i cienkie, tylko pierwsze 4 człony i ostatni jest koloru czerwonego. Jaja są mleczno-białe, matowe o wymiarach 0,7 × 0,25 mm. U samca pygidium skierowane jest w dół. Larwa po wylęgu jest owłosiona, posiada 3 pary odnóży. Po pierwszym linieniu traci odnóża i szczecinki. Jest koloru białego, a jej długość wynosi 4 mm. Poczwarka jest kremowa o długości 4 mm.

## Biologia i ekologia
Biologia tego szkodnika gatunku została zbadana zarówno w warunkach polowych, jak i laboratoryjnych. Jeszcze w latach 60 ubiegłego wieku uważano, że chrząszcze te nie są w stanie przeżyć zimy w warunkach polowych. Jedynie przeżywają te osobniki, które zimują w magazynach. Nowsze badania potwierdziły, że strąkowiec ginie w temperaturze 0 °C po 2 tygodniach, natomiast w temp. 5–10 °C silnie zastaje zahamowany jego rozwój. Jaja tego szkodnika mogą przetrzymać krótkie działanie temperatur ujemnych. Niektóre osobniki mają możliwość przezimowania poza budynkami przechowalnianymi, wiąże się to z łagodniejszym przebiegiem zimy w obszarze środkowoeuropejskim w ostatnich dekadach. W latach z łagodniejszymi zimami stwierdzono, że chrząszcze te mogą rozmnażać się na uprawach, ale również rozwój tego gatunku może odbywać się w zimie w magazynach. Liczba pokoleń w magazynach tym okresie może wynieść nawet 8, w zależności od temperatury. W temperaturze 31 °C embrion rozwija się 4–6 dni, natomiast przy temp. 14 °C jego rozwój może trwać nawet do 45 dni. Rozwój larw trwa od 11 do 53 dni, w temp. poniżej 15 °C może wynieść nawet ok. 220 dni. Larwy zwykle żerują w ziarnach fasoli (w jednym może być ich nawet 20). W warunkach magazynowych chrząszcze nie pobierają pokarmu i żyją od 2 do 25 dni. Samice składają jaja pojedynczo lub po kilka sztuk; w magazynie lub przechowalni bezpośrednio na worki lub opakowania w polu natomiast do strąków fasoli. Jedna samica może złożyć nawet 200 jaj, w ciągu 2 tygodni życia. Strąkowiec fasolowy może rozwijać się w zakresie temp. optymalnej 21–27 °C. W warunkach sprzyjających chrząszcze wychodzą z poczwarki wiosną, wylatują z przechowalni, żerując wtedy na kwiatach (głównie roślin z rodziny astrowatych Asteraceae). Larwy wgryzają się do wnętrza nasion fasoli, żerując w nich do osiągnięcia stadium poczwarki. Każda larwa zanim przeobrazi się w poczwarkę, wygryza okrągłe okienko w okrywie nasiennej, które przegotowuje w ten sposób jako miejsce ułatwiające wyjście imago. Strąkowiec fasolowy zasiedla wszystkie uprawiane odmiany fasoli Phaseolus vulgaris w tych produktach jest znacznie dłuższy niż normalnie w ziarnach fasoli.

## WystępowanieAcanthoscelides obtectusw Europie i w Polsce
Gatunek ten pierwotnie występował na obszarze Ameryki Południowej i Środkowej. Obecnie jest gatunkiem kosmopolitycznym. Acanthoscelides obtectus po raz pierwszy w Europie został stwierdzony w 1880 r. w południowej Francji; zawleczony był tam z transportem nasion fasoli konsumpcyjnej pochodzącej z Ameryki Południowej i Środkowej. Stamtąd rozprzestrzenił się na Hiszpanię, następnie Portugalię i cały region śródziemnomorski. Po pierwszej wojnie światowej obecność tego gatunku stwierdzono już w Niemczech, Holandii, Austrii, Szwajcarii oraz na Węgrzech i wybrzeżach czarnomorskich Rosji. Przed 1950 roku obecność strąkowca fasolowca odnotowano na terenie Czech. W Polsce natomiast pierwsze informacje dotyczące masowego wystąpienia tego szkodnika w magazynach spożywczych pochodzą z 1934, a odnotowano je na Dolnym Śląsku oraz Legnicy 1939. W roku 1943 był notowany już w wielu miejscowościach położonych na Dolnym Śląsku. Po drugiej wojnie światowej ekspansja strąkowca była związana z dostawami fasoli w ramach pomocy UNRRA dla Europy. Od roku 1945 rozprzestrzenił się w całym kraju, zarówno w magazynach i przechowalniach, jak też w uprawach fasoli, doskonale przystosowując się do warunków klimatycznych jakie panują w Polsce. Jego obecności nie odnotowano jeszcze w wysokich częściach gór oraz kompleksów leśnych tj. Puszczy Białowieskiej, Wzgórz Trzebnickich, Kotliny Nowotarskiej, Bieszczadów, Pienin i Tatr

## Szkodliwość
Obecnie w Polsce jest jednym z najgroźniejszych szkodników fasoli zarówno w uprawach polowych, jak i w magazynach. Porażone nasiona tracą swoją wartość spożywczą oraz siewną. Żerowanie obniża zdolność kiełkowania nasion o ponad 25%, w przypadku żerowania 2 larw zdolność zmniejsza się o 45%. Nasiona uszkodzone tracą masę, są zanieczyszczone wylinkami oraz odchodami. Larwa wgryza się do wnętrza pozostawiając otwór 0,5 mm, w pierwszej fazie nasion tych nie można odróżnić od nasion zdrowych jest to tzw. porażenie ukryte i aby je stwierdzić należy stosować specjalistyczne metody diagnostyczne.

## Zwalczanie
Niechemiczne:
Należy niszczyć resztki pożniwne, które mogą być siedliskiem dla przezimowania szkodników. Zaatakowaną fasolę w warunkach domowych można przebrać odrzucając porażone ziarno. Do zwalczania strąkowca fasolowca polecana jest metoda fizyczna, która polega na stosowaniu wysokich i niskich (ujemnych) temperatur. Inną metoda zwalczania chrząszczy jest wykorzystanie mikrofal. Skuteczność tej metody zależy od mocy oraz czasu oddziaływania fal na owady. Im oddziaływanie czasowe było dłuższe, a moc większa odnotowywano największą śmiertelność wśród owadów.
Chemiczne:
W budynkach magazynowych szkodnika zwalcza się głównie przez gazowanie, używając preparatów wydzielających fosforowodór (PH3). Nasiona przed samym siewem można zabezpieczyć stosując zaprawy nasienne. W okresie wegetacji roślin można stosować insektycydy. Należy stosować środki nieszkodliwe dla pszczół, a plantacje opryskiwać wieczorem. Do tego celu można stosować środki chemiczne z grupy fosfoorganicznych i pyretroidów.